# Foces
Els Foces foren llinatge que prengué el cognom de la senyoria de Foces. Una branca passà al regne de València i posteriorment el seu cognom fou traduït al castellà, passant de Foces a Hoces. Els Hoces esdevingueren comtes d'Hornachuelos i després ducs d'Hornachuelos.
Les seves armes heràldiques eren en camp d'or, tres falç d'atzur en triangle; una variant d'alguna branca figura en camp d'or, cinc falçs de plata amb pom d'or; una altra variant, en camp de gules, tres falçs d'or en angle.

## Llista de senyors de Foces
- Ortunyo Ortiz de Foces
- Remón de Foces
- Artal I de Foces
- Ato I de Foces (?-1244)
- Eiximén I de Foces (1244-?)
- Ato II de Foces (?-1302)

## Llista de Foces del Regne de València
- Ximeno de Foces
- Palahí de Foces
- Artal de Foces
- Ramir de Foces

## Llista de comtes d'Honrachuelos
- Alonso de Hoces, primer a traduir el cognom de Foces a Hoces
- Pedro de Hoces (1r comte d'Hornachuelos)
- Lope de Hoces (2n comte d'Hornachuelos)
- Alonso-Anton de Hoces (3r comte d'Hornachuelos)